# Plaine de Cumberland
La plaine de Cumberland est une région dans le bassin de Sydney, en Nouvelle-Galles du Sud, en Australie. La plaine s'étend de 10 kilomètres au nord de Windsor,au nord, à Picton au sud et du long de la Parramatta River à l'ouest aux conseils de la proche banlieue Ouest. La plaine est aujourd'hui le siège d'une grande partie de la banlieue Ouest de Sydney.
La plaine tire son nom de Cumberland d'un des 39 comtés d'Angleterre. 
La plaine de Cumberland est située dans les zones d'administration locale du Conseil d'Auburn, la ville de Blacktown, le Conseil de Camden, la ville de Canada Bay, la ville de Fairfield, la Ville de Hawkesbury, le Comté des Hills, le Comté de Hornsby, la ville de Holroyd, la Ville de Liverpool, la ville de Parramatta, la ville de Penrith, la ville de Ryde et le comté de Wollondilly et certaines parties de la ville de Campbelltown et plusieurs conseils de la proche banlieue Ouest.
Les rivières Hawkesbury/Nepean, Parramatta et Cooks traversent la plaine.